# Håndstand
En håndstand er en fysisk disciplin, der indebærer at opretholde kroppen i en stabil, lodret position med hovedet nedad, balancerende udelukkende på hænderne. I den klassiske håndstand er kroppen strakt, med armene og benene fuldt forlængede, og hænderne placeret med en afstand, der typisk svarer til skulderbredden. Håndstanden findes i adskillige varianter, men fælles for dem alle er et krav om veludviklet balance, styrke i overkroppen og avanceret kropskontrol. Som et fundamentalt skridt i progressionen mod en fritstående håndstand anbefales øvelser, hvor benene støttes mod en væg, eller hvor en assistent yder stabilisering.
Håndstanden indgår som et centralt element i en række atletiske discipliner, herunder akrobatik, gymnastik og acrodance. I gymnastik anvendes håndstanden ofte som overgangsposition på redskaber, mens den i breakdance er en integreret del af positioner som freeze og kick. I udspring med håndstand - en disciplin i konkurrencespring - anvendes håndstand som udgangsposition ved spring fra vippe, hvor præcision og stabilitet er afgørende. Håndstanden forekommer også i rekreative aktiviteter og konkurrencer, eksempelvis undervandshåndstande, hvor udøveren balancerer på hænderne på bunden af et bassin eller havbunden, med benene strakt vertikalt over vandet.
I andre sammenhænge er håndstanden kendt under forskellige betegnelser. I yoga kaldes håndstanden for Adho Mukha Vrksasana (Nedadvendt træ-stilling), mens den i capoeira kaldes bananeira.

## Håndstand som træningsøvelse
Inden for calisthenics og kropsvægtstræning er håndstanden en ikonisk og alsidig øvelse, der stiller høje krav til styrke, balance og kropskontrol. Håndstanden er en effektiv øvelse for udvikling af skuldre, arme og kernemuskulaturen, samtidig med at den forbedrer balanceevne, kropsbevidsthed og mobilitet. For begyndere kan progressioner såsom vægstøttede håndstande eller assisteret håndstandsbalancering udgøre en solidt fundament for progression. Avancerede variationer som handstand push ups eller fritstående håndstand giver mere erfarne udøvere mulighed for at opbygge eksplosiv styrke og udfordre deres tekniske færdigheder.
Håndstanden fungerer som en helkropsøvelse, hvor synergien mellem musklerne er afgørende for at opnå stabilitet og kontrol. Øvelsen er desuden en fremragende indikator for kropskoordination og fysisk balance, hvilket gør den til en central del af enhver avanceret kropsvægtstræningsrutine. Integration af håndstandstræning kan desuden fremme forbedret kropsholdning, fleksibilitet og overordnet funktionel styrke, hvilket gør den til en uvurderlig øvelse for både begyndere og øvede atleter.

## Stillinger
I moderne gymnastik er der to grundlæggende håndstandsstillinger: Med bøjet ryg og med ret ryg. Stilen med ret ryg anvendes, hvor der ønskes bedømmelse ud fra den æstetiske virkning af rette kropslinjer. Imidlertid vil stillingen med bøjet ryg ofte være foretrukket, f.eks. hvor håndstanden er en del af en øvelse i et gymnatiskredskab), fordi den giver øget kontrol over balancen. I alle tilfælde består en væsentligt del af opretholdelse af balancen i at skifte kropsvægten mod fingrene eller mod hændernes håndledsside.
Enhver grundlæggende håndstand har følgende karakteristiske elementer:
- Strakte arme – med hænderne på gulvet med en afstand svarende nogenlunde til skulderbredden.
- Strakte ben – holdt samlet.
- Strakte fødder – i forlængelse af benenes linje.

Derudover involverer håndstande med ret ryg følgende elementer:
- Gemt hoved – ansigtet peger "fremad" uden bøjning af nakken, på samme måde som i stående stilling.
- Lige rygrad – så hofterne skubbes fremad for at undgå svaj. Hvis stillingen var udført liggende på gulvet, ville hele ryggen være i kontakt med underlaget.

## Variationer
Nogle alminde variationer ved håndstand er :
- Strakte ben med split, enten sidelæns eller fremad-bagud.
- En split med bøjede knæ.
- Ryggen stærkt buet og med bøjede knæ, så tæerne rører nakken.
- En hyperbøjning af ryggen, så fødderne når endnu længere fremad end til hovedet.
- Håndstand, hvor kun en hånd har kontakt med jorden.
- Håndstand med armbøjninger, hvor kroppen sænkes og hæves, men man står med hovedet nedad og balancerer på hænderne.

|  |  | \| |